# Geigeria elongata
Geigeria elongata là một loài thực vật có hoa trong họ Cúc. Loài này được Alston mô tả khoa học đầu tiên năm 1925.